# Új-guineai filanderkenguru
Az új-guineai filanderkenguru (Thylogale brunii) az emlősök (Mammalia) osztályának erszényesek (Marsupialia) alosztályágába, ezen belül a diprotodontia rendjébe és a kengurufélék (Macropodidae) családjába tartozó faj.

## Előfordulása
Új-Guineának mind az Indonéziához, mind a Pápua Új-Guineához tartozó részén előfordul. Állományai vannak Aru-szigeteken és Kai-szigeteken is.

## Megjelenése
Az új-guineai filanderkengurunak puha, vastag jellemzően csokoládébarna bundája van. Testhossza 29–67 centiméter, ebből a farok 25–51 centiméter. A hímek testtömege 11–18 kilogramm, a nőstények testtömege 5–9 kilogramm.

## Életmódja
Éjjel aktív. Tápláléka füvek, levelek, hajtások és gyümölcsök. Elélhet akár 10 évig is.

## Szaporodása
Az ivarérettséget 12-15 hónapos korban éri el. A vemhesség 30 napig tart, ennek végén csupán egy kölyköt szül, „aki” az erszényben 8 és 12 hónapig szopik.

## Természetvédelmi állapota
A vadászata fenyegeti. A Természetvédelmi Világszövetség vörös listáján a „sebezhető” kategóriában szerepel.